# Státní poznávací značky ve Francii

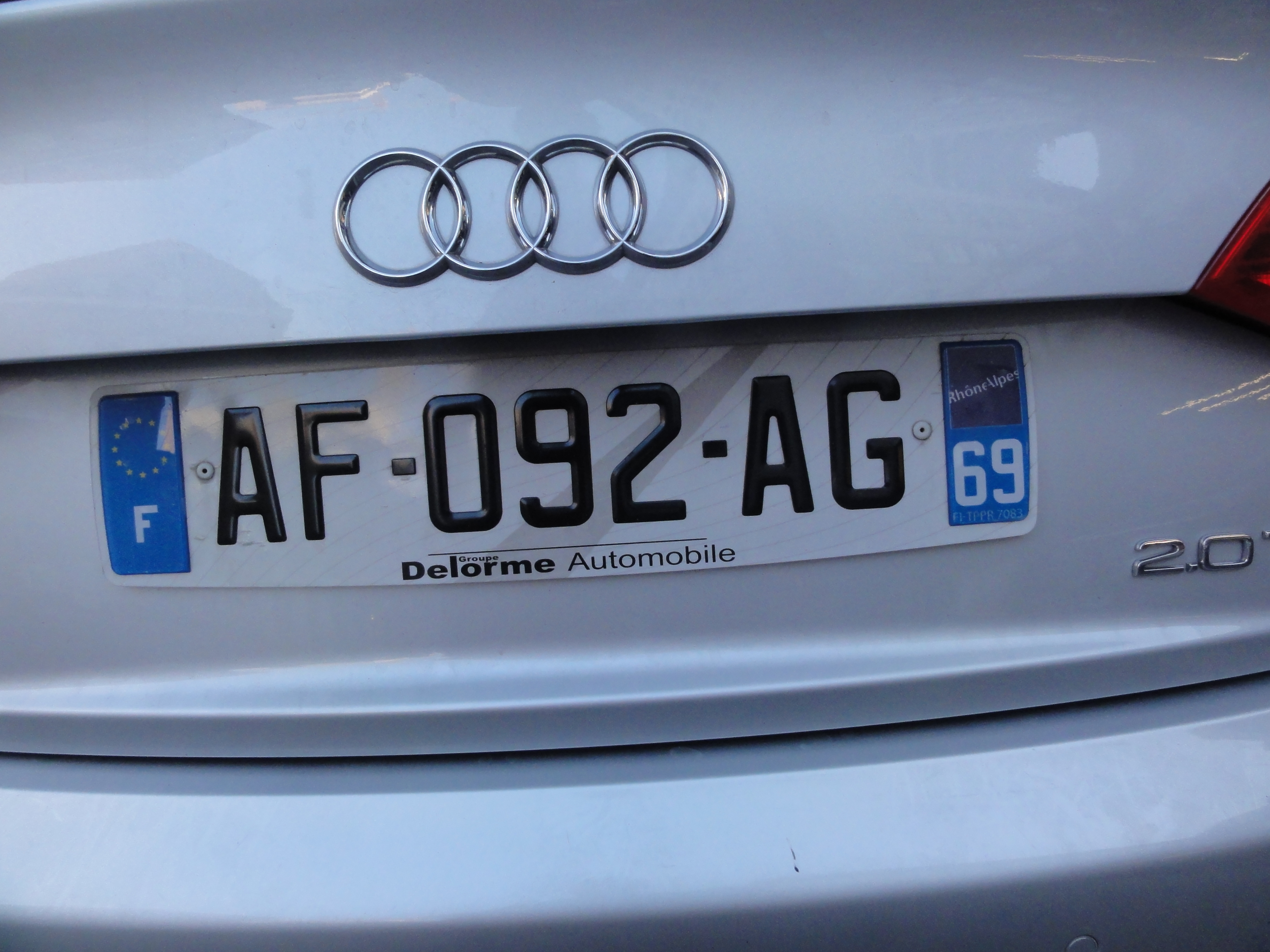
Francouzská registrační značka na automobilu, registrovaná v regionu Rhône-Alpes

Státní poznávací značky ve Francii (franc. Plaque d'immatriculation française) jsou vydávány ve tvaru XX-NNN-ZZ, sestaveného ze sedmi alfanumerických znaků (2 písmena, 3 číslice, 2 písmena). Dále obsahují stadardní europroužek s kódem státu (F), a obdobný proužek na pravé straně značky, značící příslušnost k určitému regionu.

## Historická podoba značek

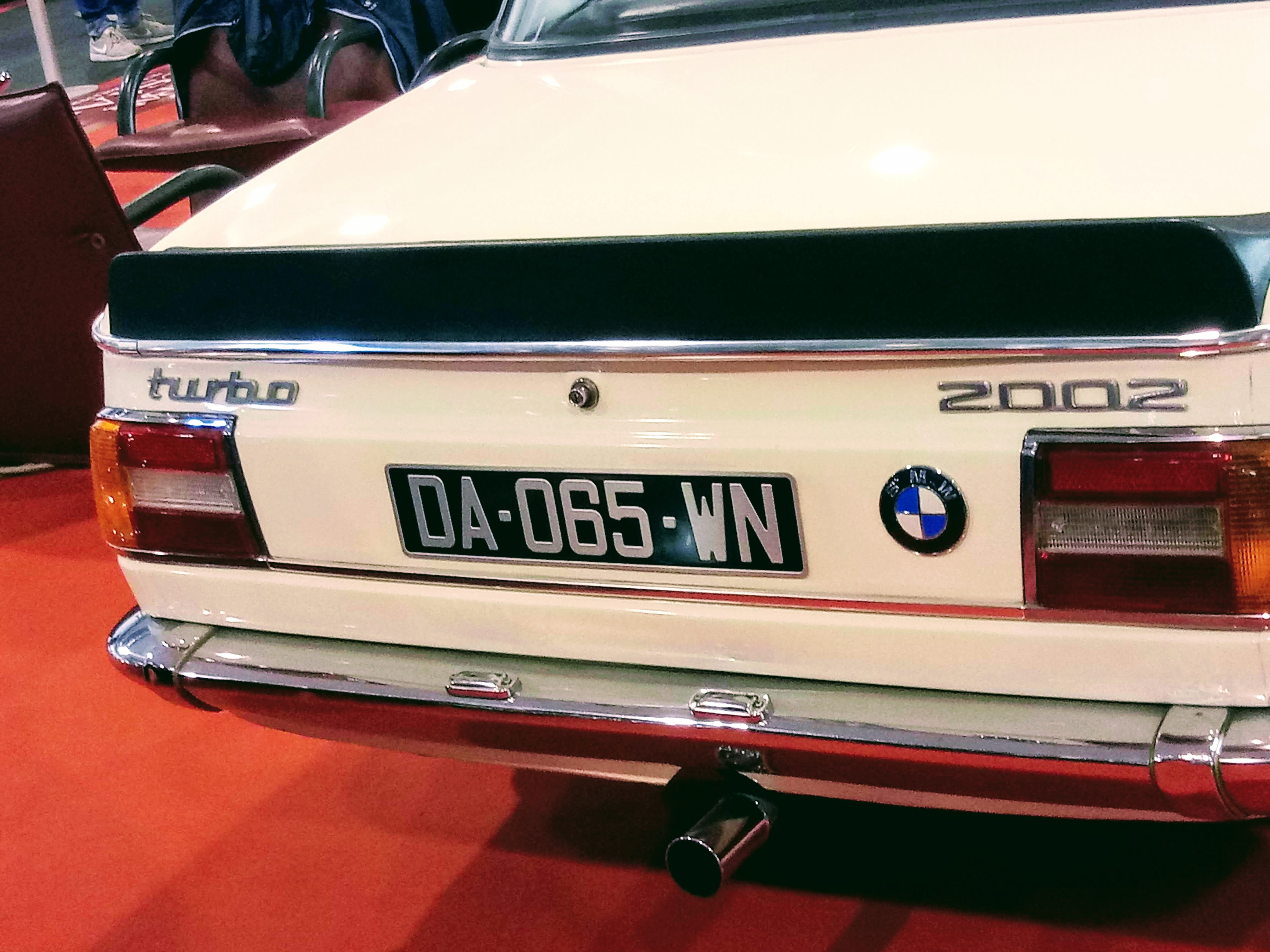
Targa s histiorickou značkou

Před reformou byly francouzské poznávací značky černé s bílými znaky.

## Současná podoba značek

Pravý proužek francouzské registrační značky (region Bretaň)

Dne 14. dubna 2009 byl zaveden nový systém registračních značek, do značné míry vycházející z toho, který byl zaveden v roce 1994 v Itálii. Obsahuje sedm znaků, ve tvaru XX-NNN-ZZ (2 písmena, 3 číslice, 2 písmena). K standardnímu europroužku, umístěnému na levé straně značky, byl přidán i pravý modrý pruh, který značí příslušnost k určitému regionu v rámci Francie; obsahuje kód a znak regionu. Další změnou je fakt, že jednou přidělená značka autu zůstává po celou dobu jeho provozu, tedy i při změně majitele. Nereflektuje tedy bydliště majitele (nemění se pravý pruh, na kterém je uveden region), dokonce nemusí bydlišti odpovídat ani při nákupu nového (dosud neregistrovaného) vozu.